# The Verge (album)
The Verge è il terzo album in studio del gruppo musicale statunitense There for Tomorrow, pubblicato il 28 giugno 2011 dalla Hopeless Records.

## Tracce
1. The Verge – 3:42
2. Nowhere BLVD. – 3:57
3. SAAVE – 3:34
4. The Joyride – 4:10
5. Hunt Hunt Hunt – 3:08
6. Circle of Lies – 4:03
7. Get It – 3:33
8. 18 – 4:02
9. Slip Inside (The Barrel of Your Gun) – 4:40
10. BLU – 4:32
11. Stopwatch Affair – 5:04
12. I’d Be Changing If I Were You – 4:21

## Formazione
- Maika Maile – voce, chitarra ritmica, programmazione
- Christian Climer – chitarra solista, cori
- Christopher Kamrada – batteria, campionatore
- Jay Enriquez – basso, cori